# Morrisographium fusisporium
Morrisographium fusisporium är en svampart som först beskrevs av A.L. Sm., och fick sitt nu gällande namn av Illman & G.P. White 1985. Morrisographium fusisporium ingår i släktet Morrisographium, divisionen sporsäcksvampar,  och riket svampar.   Inga underarter finns listade.